# Oles Hontchar
 (février 2016).
Oles Hontchar (en ukrainien : Олесь Гончар) ou Oles Gontchar (en russe : Олесь Гончар) est un écrivain soviétique et ukrainien, né le 3 avril 1918 dans le village de Lomivka (gouvernement d'Ekaterinoslav, en Ukraine) et mort le 12 décembre 1995[réf. nécessaire] selon d'autres sources le 17 juillet 1995 à Kiev (Ukraine). Il est inhumé au cimetière Baïkov.

## Biographie
Oles Hontchar s'illustre par ses œuvres sur la Seconde Guerre mondiale. Ces textes évoquent l’héroïsme, l’horreur de la guerre, l’amour de la vie et la dignité humaine. Il est décoré par plusieurs prix prestigieux, comme le Prix Staline (en 1948 et en 1949), Prix Taras Chevtchenko (1962) et Prix Lénine (1964). Il est le président de l’Union des écrivains d’Ukraine de 1959 à 1971, et il a occupé le poste de secrétaire de l’Union des écrivains de l’URSS.

## La Cathédrale
En 1968, il publie La Cathédrale (en ukrainien : Собор, Sobor), un roman qui va à contrecourant du système contemporain. Le sujet tourne autour d’une vieille cathédrale dans un village ukrainien. Bien que monument historique, le bâtiment est laissé à l'abandon et oublié par les autorités. On envisage même sa démolition, à quoi s’opposent la plupart de personnages du roman. Par ce fait, Hontchar critique la destruction du patrimoine historique, surtout religieux, qui conduit à l’effacement de la mémoire nationale ukrainienne. Il aborde d’autres sujets sinon tabous, du moins malvenus dans la littérature soviétique : 
- la situation écologique déplorable causée par de déchets industriels ;
- le carriérisme et l’arrivisme des fonctionnaires du système ;
- la guérilla anarchiste de Nestor Makhno, diabolisé par le Parti communiste ;
- la corruption dans des restaurants d’État (histoire d’un étudiant sans sou qui se fait passer pour un inspecteur dans des cafétérias afin de récolter des pots-de-vin).

Certains sujets ne sont abordés qu’en allusion. Par exemple, Hontchar décrit un militaire russe installé en Ukraine qui cherche à apprendre la langue ukrainienne sans parvenir à la maîtriser. Ainsi, il fait une allusion indirecte à l’insécurité linguistique des ukrainophones, qui voyaient leur langue reculer.
Le roman ne fut pas interdit, mais sa publication et sa distribution furent limitées. Quant à l'auteur, il fut objet d'une compagne de dénigrement orchestrée par l'État.

## Prix Lénine 1964
Ce prix pour lequel Soljenitsyne avait été proposé, avec Une journée d'Ivan Denissovitch, fut attribué à Gontchar, sur ordre d'Ilitchev venu assister au vote secret, après que les membres du parti aient été sommés de voter pour Gontchar, ainsi que Soljenitsyne le raconte dans Le Chêne et le Veau. Il précise que Gontchar était lui-même membre du comité et qu'il s'était posté à côté de l'urne de vote, "observant sans pudeur le déroulement du vote".

## Honneurs
- prix Staline : 1948, pour les deux premiers volumes du roman Porte-drapeaux (Знаменосцы, 1946-1947)
- prix Staline : 1949, pour le troisième volume du roman Porte-drapeaux (Знаменосцы, 1948)
- prix Lénine : 1964
- héros du travail socialiste : 1978
- prix d'État de l'URSS : 1982, pour le roman Ton aube (1980)
- Héros d'Ukraine : 2005, à titre posthume

L'Université nationale Oles-Hontchar de Dnipro et le Prix international Oles-Hontchar portent son nom.